# Loka brunn
Loka brunn är en svensk kurort och brunnsort vid Loka, Hällefors kommun, i Grythyttans socken i Hällefors kommun. Den öppnades 1720, som en av Sveriges äldre kurorter. Inom anläggningen finns 54 byggnader med 250 hotellrum. Loka Brunn AB ägs sedan 2007 av Spendrups Bryggeri AB.
I anläggningen bedrivs konferens- och spa/kurbehandlingar, restaurang och festvåningsarrangemang. Här finns också Sveriges kurortsmuseum, som iordningställdes 1995 i fyra autentiskt renoverade 1700-talsbyggnader. Inom anläggningen finns dessutom en kyrka.

## Historik

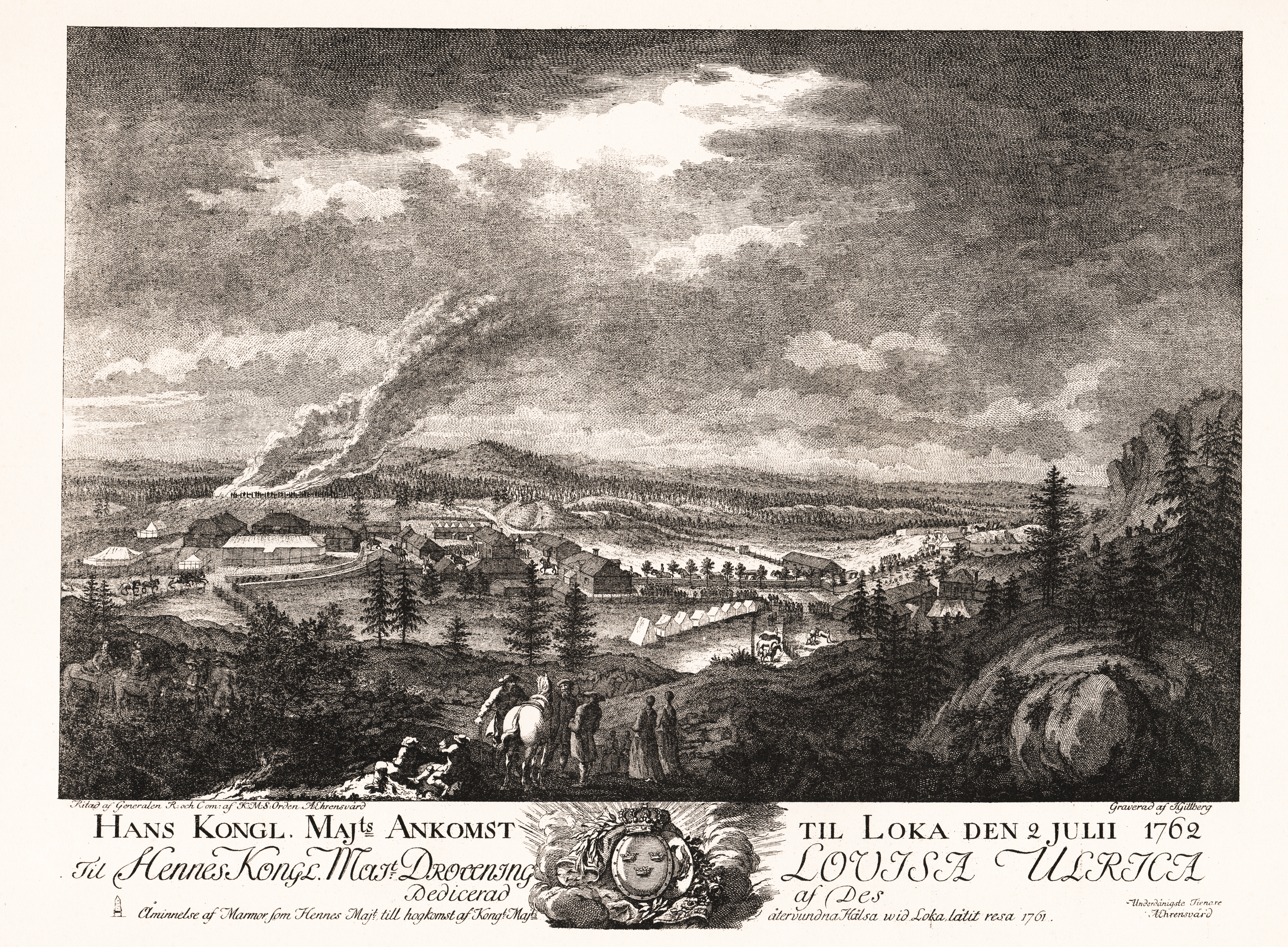
Utsikt över Loka, dit kung Adolf Fredriks följe anländer 1762 under salut af kanoner från ett skogsbryn. Kopparstick utfört av Jacob Gillberg.

Loka brunn etablerades som kurort under 1700-talet. År 1720 inmutades platsen för kurorten av landshövding Conrad Ribbing och 1746 beskrivs den av Carl von Linné i hans Västgötaresa. Det fick privilegiebrev 1759 av Adolf Fredrik, som själv var patient där 1761 för att kurera sin huvudvärk. Efter några dagars besök drabbades dock Adolf Fredrik av illamående och kräkningar. Orsaken visade sig vara brunnsvattnet och hans läkare avrådde från fortsatt kur. Drottning Lovisa Ulrika tillkallade dock en konselj, då stora statsanslag erhållits för kurortsbesöket, och denna beslutade att kuren måste fortsätta för att undvika allmänt missnöje över bortslösade statsmedel. Kungen fortsatte kuren och hans huvudvärk försvann. Adolf Fredrik ansåg kuren så lyckad att han återvände till Loka året därpå. Också Gustav III var gäst på Loka. Enligt traditionen planerade han sin statskupp under sitt första besök där. En orsak var att mösspartiets ledande män, som var kungens allierade vid kuppen, brukade besöka brunnen, medan hattpartiets män vanligen uppsökte Medevi brunn. Gustav III gjorde ett andra besök på Loka brunn 1776.

### 1800-talet och framåt

Konung Adolf Fredrik (1710-1771) vid Loka Brunn 1762 (Pehr Hilleström d.ä.).

Under hela 1800-talet blomstrade verksamheten och människor kom från stora delar av landet för att "dricka brunn" och bada gyttjebad. Kurorterna, eller brunnarna som de även kallades, var vanliga i större delen av landet vid denna tid. Under 1800-talet kom allt fler patienter och badgäster från de borgerliga samhällskikten. Loka brunn räknades som gyttjebadort och lockade främst badgäster och patienter till sina gyttjebad i "Lokagyttjan". Varje sommar runt sekelskiftet 1900 kom runt 500 gäster. Tre fjärdedelar av dessa var drabbade av kronisk reumatism eller led av sjukdomar i muskelsystem, ledgångar eller ledsystem. Förutom behandlingarna lockade även kurortslivet folk till denna brunn. Platsen, som var omgiven av sjöar och träskmarker, ansågs dock fuktig och kylig. I marknadsföringssyfte försökte emellertid företrädare för Loka framställa kurorten som en mycket trivsam och attraktiv plats.
Brunnsverksamheten pågick på somrarna och vistelsen innebar för många lika mycket rekreation och semester som medicinsk behandlingsperiod. Patienterna, eller gästerna som de kallades, fick ett strikt schema för vattendrickning och bad. Vistelsen vid brunnen var klassindelad och hierarkisk. Patienterna skildes åt i boende, behandling, ätande och nöjen beroende på om de tillhörde första, andra eller tredje klass. Till första klass räknades adel och andra ståndspersoner. Andra klass utgjordes av allmogen och personer ur medelklass medan de fattigaste, det vill säga tjänstefolk och andra arbetande, kunde erhålla gratis eller billig vård och logi i tredje klass. Medellösa eller fattiga kallades "gratister" och kunde ansöka om friplats vid brunnen som bekostades av donationer och det omgivande samhället.

### Nutid
I dag hyser kurorten ett spa, vilket tillkom på 2010-talet. Kurorten har sedan 1900-talet även fungerat som kurs-, konferens-, och friskvårdsanläggning. Av de anställda pendlar de flesta till orten från Karlskoga och Hällefors.